# 1967 Stock
1967 Stock — выведенный из эксплуатации тип подвижного состава для станций глубокого заложения Лондонского метрополитена. Он был первым с панорамными окнами в кабине машиниста. Как и все остальные вагоны, предназначенные для работы на линиях глубокого заложения в Лондоне, обладают округлым дизайном, максимально использующим габарит тоннеля. Главной отличительной характеристикой для поездов метро Лондонского метро является способность преодолевать тоннели диаметром 13 футов (около 4 м, точные диаметры тоннелей на разных линиях могут отличаться). Поезда обслуживались в депо Нортумберленд-Парк.

## История
Составы из вагонов 1967 серии работали на линии «Виктория» метрополитена Лондона с момента открытия линии 1 сентября 1968 года до 30 июня 2011 года и Центральной линии между станциями «Вудфорд» и «Эно» с февраля 1968 до 1984 года. На обеих линиях использовалась одна и та же система автоматического движения поездов. 316 вагонов (39,5 составов) серии 1967 года были построены компанией Metro-Cammell и впоследствии отремонтированы в Rosyth. Внешне они очень напоминают составы 1972 года, построенные позже и не оснащённые системой автоведения поезда.
Выведенные из эксплуатации вагоны метро 1972 Mk I серии в 1990-х годах были переоборудованы в парк вагонов 1967 серии. Реконструирован 31 вагон, в результате чего парк поездов 1967 серии был пополнен 43 составами. Поскольку переоборудованные вагоны не были оснащены системой автоматического движения поездов, они использовались только в качестве прицепных вагонов, размещённых в середине поездов, но не на концах. К началу вывода из эксплуатации в 2010 году вагоны метро 1967 серии достигли среднего расстояния между отказами в работе более 8700 миль (14 000 км).
Каждый поезд состоял из двух соединённых вместе четырёхвагонных единиц. Машинист управлял составом по системе многих единиц, одновременно нажимая две кнопки в кабине управления, чтобы запустить процесс автоматического движения поезда.

## Автоведение поезда
Система автоматического управления поездом, разработанная для линии «Виктория» и, следовательно, для вагонов метро 1967 серии, использовала два типа кодированных сигналов, которые подавались на ходовые рельсы и принимались двумя независимыми наборами катушек индуктивности, установленными на поезде. Первой была система сигнализации безопасности, в которой использовался непрерывный сигнал, закодированный с частотой 125 Гц. Это использовалось для передачи кодов со скоростью 420, 270 или 180 импульсов в минуту (и/м) в схемы управления. Неполучение любого из этих кодов привело к срабатыванию аварийного тормоза. Частота 180 и/м позволяла поезду двигаться со скоростью до 25 миль в час (40 км/ч), но не позволяла подавать питание на двигатели, если оно ранее было отключено. Частота 270 и/м позволяла поезду продолжать движение с той же скоростью, однако сохранялась возможность повторно подать питание на двигатели, если оно было ранее отключено.
Система управления движением использовала короткие отрезки рельсов длиной 10 футов (3,05 м), которые назывались «пятнами», и передавала сигналы, закодированные с частотой от 1 кГц до 20 кГц. Скорость движения была закодирована так, что частота 100 Гц кодировала 1 милю в час (1,6 км/ч); частота 3,5 кГц указывала, что поезд движется со скоростью 35 миль в час (56 км/ч), а частота 2 кГц — что он едет со скоростью 20 миль в час (32 км/ч). Кроме того, частота 15 кГц указала, что тяговые двигатели должны быть выключены, но поезду разрешено двигаться накатом, а частота 20 кГц указывала, что поезд должен остановиться, поскольку данный сигнал означал опасность. Когда поезд проезжал точку контроля скорости на подходе к станции, тормоза применялись с разной интенсивностью, в зависимости от того, двигался поезд быстрее или медленнее заданной скорости.
Торможение состава осуществлялось ступенчато с шагом в 5 миль в час (8,0 км/ч) для снижения скорости в случае, если поезд не начал торможение ранее сразу после получения сигнала на частоте 20 кГц. В таком случае, фактическая скорость приближающегося к станции поезда будет намного медленнее расчётной и команды на торможение будут проигнорированы. Управление скоростью движения осуществлялось электронным регулятором и частотным генератором, установленным на одном из тяговых двигателей с механическим регулятором приоритетного действия, подключённым к одной из осей прицепного вагона. Все поезда были оснащены аварийным отключающим клапаном, подключённым к аварийной тормозной системе, а механический регулятор приводил в действие это устройство, если скорость превышала 25 миль в час (40 км/ч), когда код 420 не принимался, а также если скорость превышала 50 миль в час (80 км/ч) при любых обстоятельствах или если скорость превышала 11,5 миль в час (18,5 км/ч), когда поезд работал в «медленном ручном» режиме. Поездом можно было управлять вручную со скоростью до 25 миль в час (40 км/ч), если коды безопасности всё ещё принимались, или со скоростью 10 миль в час (16 км/ч), если коды не были получены из-за отказа, либо в связи с нахождением поезда на путях электродепо, не оборудованных ходовым рельсом.

## Составность
Всего производилось два типа вагонов, один из которых выпускался в двух вариантах:
- Головной моторный вагон (англ. Driving Motor, DM).
  - «A» DM — головные вагоны, ориентация на север/запад.
  - «D» DM — хвостовые вагоны, ориентация на юг/восток.
- Промежуточный прицепной вагон (англ. Trailer, T), без двигателей и органов управления.

Минимальное число вагонов в составе поезда — два (только головные вагоны), максимальное — восемь (две четырёх вагонных секции из двух головных двух прицепных).

### Формирование
С учётом особенностей линии «Виктория», состав формируется из двух одинаковых четырёхвагонных секций с двумя головными вагонами DM разных типов и двумя прицепными вагонами (DM—T—T—DM), сцепленных по системе многих единиц. Составность поездов из восьми вагонов выглядит так (в скобках указаны заводские номера вагонов):

## Иллюстрации

Вагон метро 1967 серии
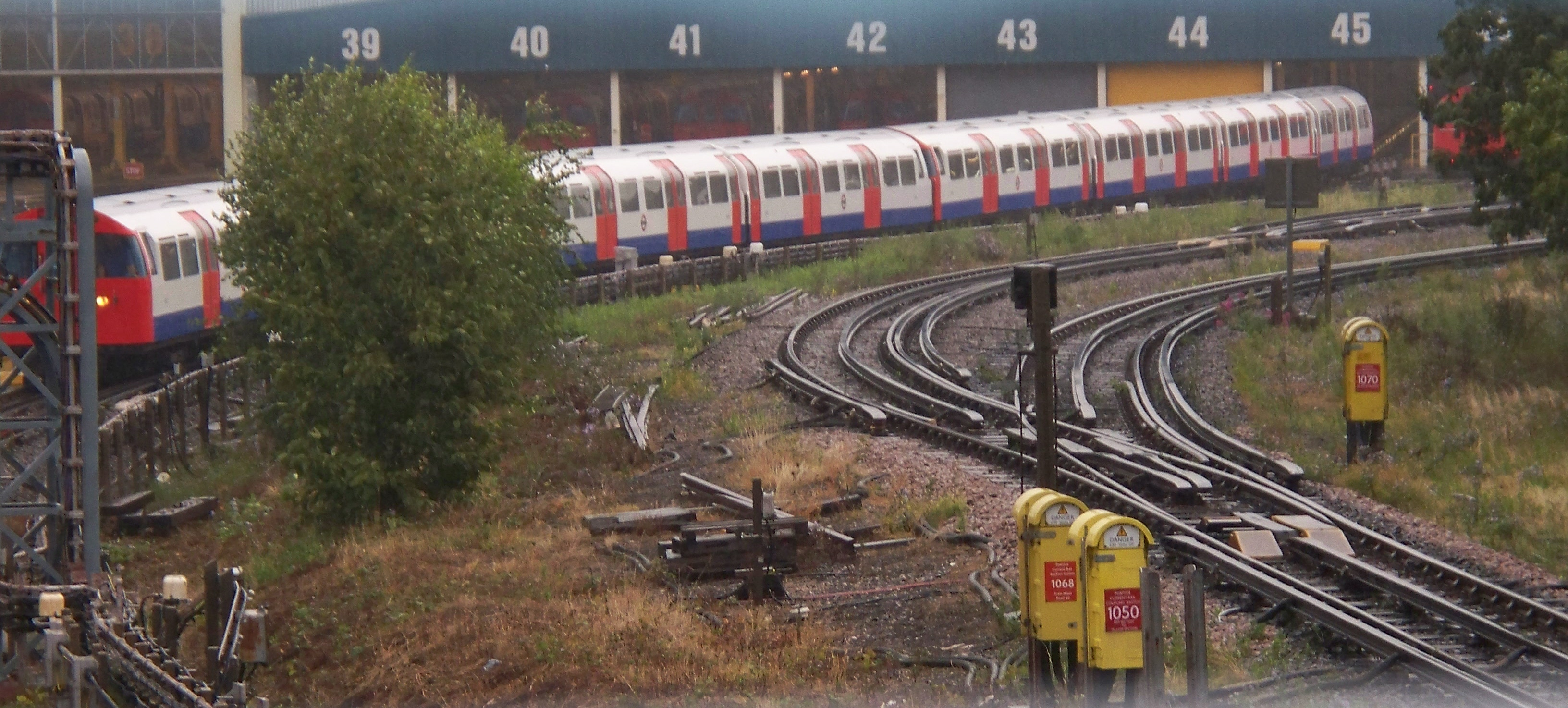
В депо
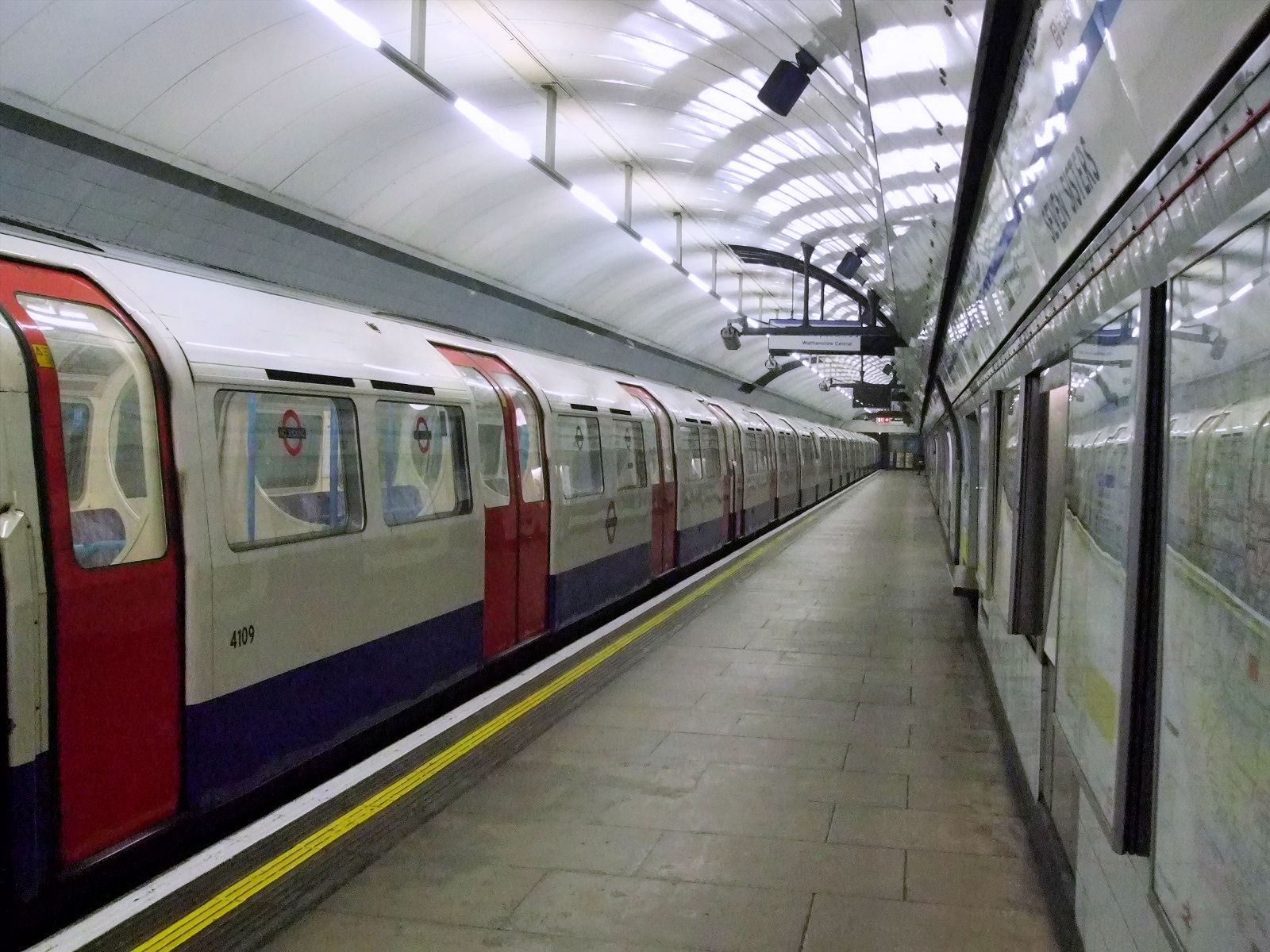
На станции «Севен Систерс»
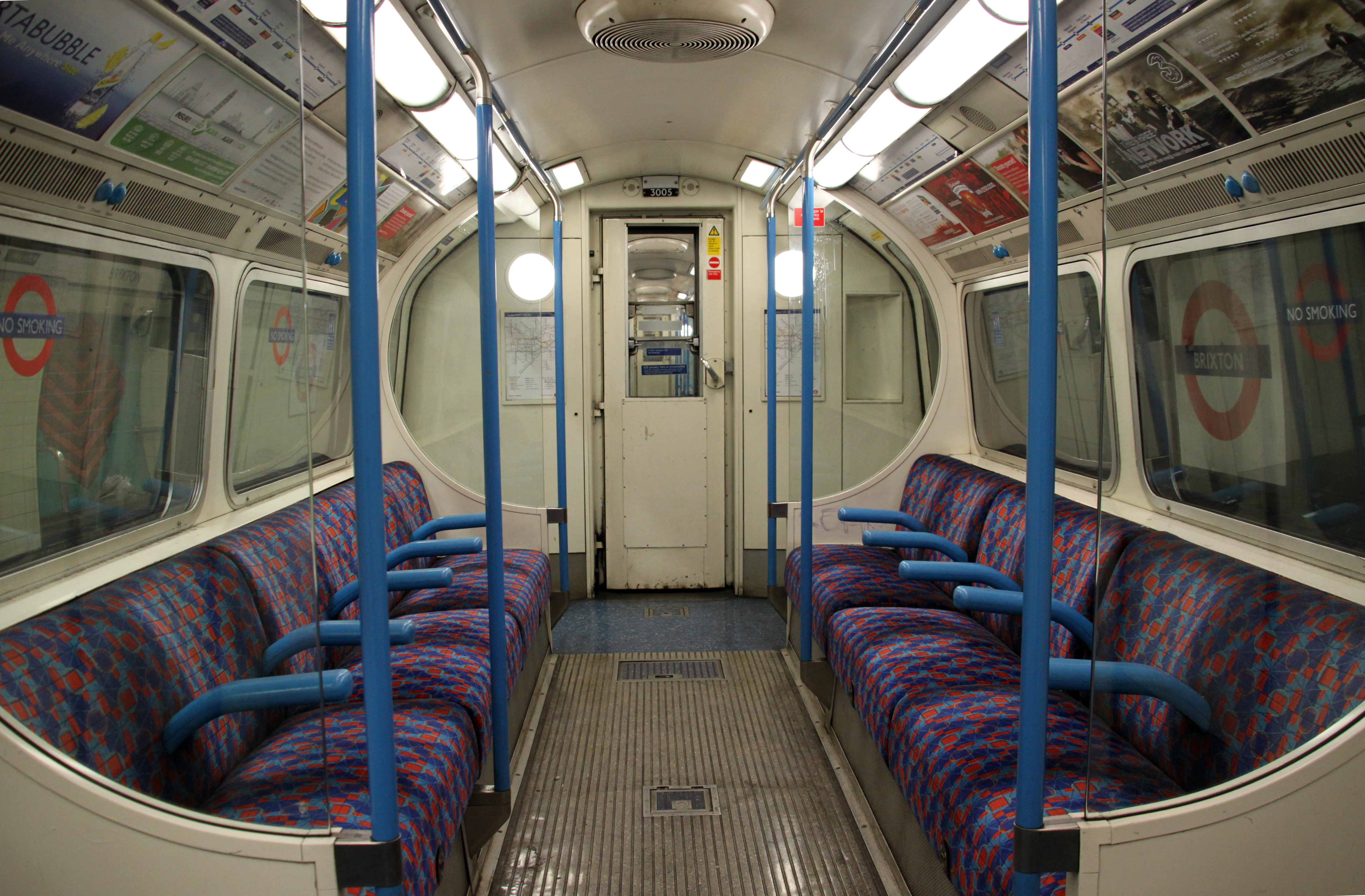
Интерьер салона